# Simònides (historiador)
Simònides (en llatí Simonides, en grec antic Σιμωνίδης) fou un historiador grec contemporani del filòsof Espeusip al que va dirigir un relat dels fets de Dió i de Bió segons Diògenes Laerci.
Va florir a l'entorn de la segona meitat del segle iv aC. Va escriure una obra sobre l'illa de Sicília que es menciona en uns escolis de Teòcrit de Siracusa.